# Zarządzający miastem Słupsk

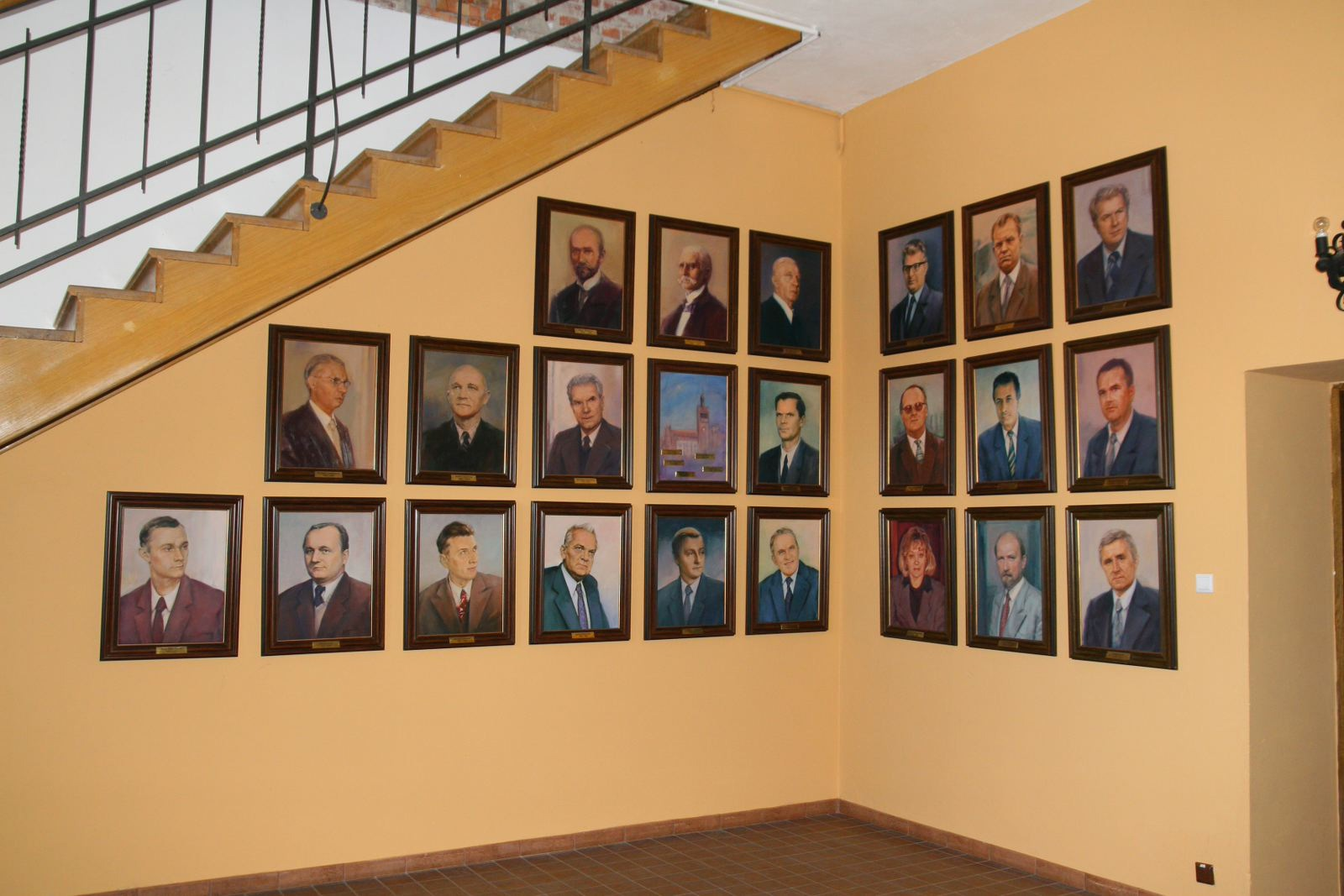
Portrety burmistrzów i prezydentów Słupska na wieży ratuszowej w 2010; od lewej, od góry:
I rząd: Hans Matthes, Werner Zielke, Edwin Renatus Hasenjaeger, Włodzimierz Tyras, Stanisław Laskus, Edmund Retzlaff
II rząd: Richard Langeheine, Walter Sperling, Władysław Fedorowicz, zdjęcie ratusza z nazwiskami pięciu kolejnych burmistrzów (Teofil Kuna, Heliodor Szmyciński, Jerzy Kowalski, Franciszek Czupryniak i Julian Gryczuk), Jan Szurkiewicz, Antoni Bernatowicz, Maciej Kobyliński, Wiesław Kurtiak
III rząd: Jerzy Poznakowski, Edmund Gryz, Klemens Sykutera, Bernard Butowski, Klemens Cieślak, Jan Stępień, Teresa Krasowska, Jerzy Mazurek, Jerzy Wandzel

Zarządzający miastem Słupsk – chronologiczna lista burmistrzów i prezydentów miasta Słupsk.
Przed 1945 dzisiejsze miasto Słupsk nosiło nazwę Stolp in Pommern. Od 1340 do 5 września 1905 władzę sprawowali w nim burmistrzowie, a od 5 września 1905 do 1945 nadburmistrzowie. Miasto zmieniło nazwę na Słupsk po wejściu w granice Polski w 1945. Od tamtej pory do stycznia 1946 władzę sprawowali w nim burmistrzowie, od stycznia 1946 do czerwca 1950 prezydenci, od czerwca 1950 do grudnia 1973 przewodniczący Prezydium Miejskiej Rady Narodowej, a od grudnia 1973 ponownie władzę sprawują prezydenci.

## Stolp im Pommern
W części niemieckiej historii miasta daty sprawowania urzędu burmistrza mogą być takie same dla dwóch lub trzech osób, bądź pokrywać się częściowo ze sobą. Ówczesny system administracji lokalnej przewidywał, że władzę ustawodawczą sprawowała dwunastoosobowa Rada Miejska, która wybierała spośród siebie dwóch lub trzech burmistrzów jako władzę wykonawczą.

### Burmistrzowie (1340–1905)
1. Jacobus Sippellow (Sypelow) (1341)
2. Hannes Hasert (Hashart) (1350)
3. Nicolaus Darsow (1350; 1352)
4. Arnold Ditbern (Detbern) (1350; 1387)
5. Betekinus Damerowe (1364)
6. Arnoldus Herp (1364)
7. Thydericus Ghusow (1364)
8. Hannes Erp I (1385; 1387)
9. Heyne Grope (1385; 1387)
10. Walther Dirssow (Dirsaw) (1387)
11. Ciawes Gantzeke (1387)
12. Gherold Massow (1387)
13. Marten Kaiff (1387)
14. Tidericus Wegener (1416)
15. Tidericus Culemey (1416)
16. Jacobus Roschilt (1416)
17. Johannes Erp II. (1424)
18. Hinricus Wend (1424)
19. Hans Kop (1445)
20. Thomas van deme Haghen (1445, 1448)
21. Jacob Lensyn (1445)
22. Cordt Mitzlaff (Mißlaff, Meslawff) (1459, 1460)
23. Nicolaus Swuchow (Schwochow) (1459, 1467)
24. Johannes Jordan (1476)
25. Nicolaus Schulte (Sculte) (1476, 1494)
26. Nicolaus Teßmer (1476, 1492)
27. Nicolaus Wolder (1476)
28. Georgius Perlin (1476)
29. Nicolaus Bormann (1476; 1502) – osiadły w dziedzicznym majątku Gumbin (Głobino) i Criwan (Krzywań)
30. Kersten Lichtevoth (1485; 1492)
31. Jacobus Lichtevoth (1500)
32. Jurgen Swave (Schwabe) (1507; 1515)
33. Hans Mitzlaf (Mißlaff) (1511; 1539)
34. Jacob Curdt (1518)
35. Peter Klemptze (1521; 1529)
36. Jacob Schult (1528)
37. Hans Smid (1531)
38. Daberman Gerke (1532; 1538; 1544)
39. Peter Swave (Schwabe) (?–?; 1544)
40. Ambrosius Fritz (1544–?)
41. Joachim Mitzlaff (1544–?; 1579)
42. Jochim Pritze I. (1571; 1579)
43. Bartholomeus Schulte (1575) – zm. przed 1577
44. Michael Fritz (ok. 1580)
45. Matthias Palbitzke (ok. 1590) – osiadły w dziedzicznym majątku Warbelin (Warblewo) i Nemitz (Niemica)
46. Dionysius Hoppe (1591; 1593)
47. Michael Klemptze vel Klemptzen (1591; 1604)
48. Johannes Colrep (Colrepius) (1596; 1608)
49. Ambrosius Mitzlaff (1608; 1610) – zm. przed 1617
50. Wulff Puttkamer (1608) – osiadły w dziedzicznym majątku Jeseritz (Jezierzyce), zm. przed 1625
51. Daniel Gerdt (Gehrt) (1617; 1625) – zm. przed 1653
52. Georg Palbitzke (1622) – osiadły w dziedzicznym majątku Nemitz (Niemica), starosta, zm. 1638
53. Conrad Lebun (Labun) (1630; 1638)
54. Georg Lettow (ok. 1630) – osiadły w dziedzicznym majątku Wazow (?)
55. Joachim Pritze II (1631–?)
56. Michael Ninnemer (1635–?)
57. Georg Lehmann (1647; 1652) – dyplomowany jurysta (prawnik)
58. Joachin Maes (Maeß) (1647) – uszlachcony 4 czerwca 1622, zm. 1650
59. Jacob Jandeke (1647) – osiadły w dziedzicznym majątku Muttrin (Motarzyno)
60. Friedrich Palbitzke (Balbitzky) (1653) – starosta
61. Gregorius Fleske (Flesche) (1653) – zm. 1654
62. Ernst Ryse (1654)
63. Salomon Myrschaeus (1662) – dyplomowany jurysta (prawnik), starosta, zm. 1688
64. Peter Hille (1667) – starosta, zm. 1680
65. Georg Lubbecke I (1669) – zm. 1669
66. Gustav Bogislaff Lehmann (1680) – dyplomowany jurysta (prawnik), zm. 1683
67. Friedrich (von) Tessen (ok. 1680)
68. Georg Lübbecke II (1683–1703) – zm. 1703
69. Laurentius Birckholz (przed 1687) – zm. przed 1687
70. Simon Heinrich Baumann (1687) – zm. 1691
71. Franz Heinrich Lehmann (1691–?, 1717)
72. Johann Peter Hille (Hill) (1704; 1719)
73. Paul Kohlhardt (Colhard) (1718) – starosta, zm. 1738
74. Leberecht Gerlach (1719) – starosta
75. Andreas Ernst Dircks (1726) – wicestarosta
76. Laurentius Mattheus Baumann (1735) – zm. 1735
77. Johann Bogislaw Hille (Hill) (1739) – doktor prawa, zm. 1739
78. Johann Matthias Müller (1739–1746) – starosta, zm. 1746
79. David Friedrich Gerner (1745, 1754)
80. Johann Cristian Meyen (1747)
81. Friedrich Anastasius Andrae (1749–1783) – starosta, zm. 1783
82. Schmidthammer (1753) – starosta, zm. 1763
83. Hille (1763–?)
84. Johann Gottlieb Specht (1763–1775)
85. Friedrich David Seyffert (1786–1809; 1813/1814)
86. Johann Gabriel Höpner (1786–?, 1795)
87. Daniel Friedrich Gottlieb Zencke (1815–1827) – zm. 1839
88. Friedrich Wilhelm Arnold (1827–1846) – zm. 1846
89. Erich Werner Ottomar Runge (1847–1852)
90. Albert Wahl (1854–?, 1864)[1]
91. C.W. Heinrich Stoessell (1866–1890) – burmistrz i dyrektor policji
92. Wilhelm Maurer (1890–1893)
93. Hans Matthes (1893–1905) – budowniczy Ratusza (1899–1901)[2]
94. Werner Zielke (1905 – 5 września 1905) – 5 września 1905 został nadburmistrzem[3]

### Nadburmistrzowie (1905–1945)
| Nadburmistrz                                   | Objęcie urzędu   | Złożenie urzędu   |
| ---------------------------------------------- | ---------------- | ----------------- |
| Werner Zielke (zm. 1932)                       | 5 września 1905  | 1924              |
| Edwin Renatus Hasenjaeger (ur. 1888, zm. 1972) | kwiecień 1925    | maj 1933          |
| Richard Langeheine (ur. 1900, zm. 1995)        | 1 listopada 1933 | 20 listopada 1934 |
| Walter Sperling                                | 1934             | 1945              |

## Słupsk

### Burmistrzowie (1945–1946)
| Lp. | Burmistrz                                     | Objęcie urzędu   | Złożenie urzędu  |
| --- | --------------------------------------------- | ---------------- | ---------------- |
| 1.  | Władysław Fedorowicz (ur. 1902, zm. 1983)     | 24 kwietnia 1945 | 11 sierpnia 1945 |
| 2.  | Teofil Kuna (ur. 1892, zm. 1977)              | 11 sierpnia 1945 | 14 grudnia 1945  |
| –   | Klemens Czarnecki (p.o.) (ur. 1892, zm. 1977) | 14 grudnia 1945  | 4 stycznia 1946  |

### Prezydenci (1946–1950)
| Lp. | Prezydent                                   | Objęcie urzędu    | Złożenie urzędu   |
| --- | ------------------------------------------- | ----------------- | ----------------- |
| 3.  | Heliodor Szmyciński (ur. 1883, zm. 1981)    | 4 stycznia 1946   | 9 września 1946   |
| –   | Leopold Przewoźniczek (p.o.) (ur. ?, zm. ?) | 9 września 1946   | 12 listopada 1946 |
| 4.  | Jerzy Kowalski (ur. ?, zm. ?)               | 12 listopada 1946 | 8 lipca 1947      |
| 5.  | Franciszek Czupryniak (ur. ?, zm. ?)        | 29 lipca 1947     | 28 lutego 1949    |
| 6.  | Julian Gryczuk (zm. 1983)                   | 2 marca 1949      | 6 czerwca 1950    |

### Przewodniczący Prezydium Miejskiej Rady Narodowej (1950–1973)
| Lp. | Prezydent                                        | Objęcie urzędu                              | Złożenie urzędu     |
| --- | ------------------------------------------------ | ------------------------------------------- | ------------------- |
| 7.  | Jan Szurkiewicz (ur. 1935 )                      | 6 czerwca 1950                              | 16 listopada 1950   |
| 8.  | Jerzy Poznakowski (ur. ?, zm. ?)                 | 17 listopada 1950 (do 1 sierpnia 1951 p.o.) | 9 marca 1952        |
| –   | Mieczysław Jankowski (p.o.) (ur. 1921, zm. 2007) | 9 marca 1952                                | 1 października 1952 |
| 9.  | Edmund Gryz (ur. 1920, zm. 1982)                 | 1 października 1952                         | 28 września 1953    |
| 10. | Klemens Sykutera (ur. 1908 - zm. ?)              | 28 września 1953                            | 18 grudnia 1954     |
| 11. | Bernard Butowski (ur. 1892, zm. 1979)            | 18 grudnia 1954                             | 9 października 1956 |
| 12. | Klemens Cieślak (ur. 1927, zm. 2022)             | 9 października 1956                         | 1 lutego 1961       |
| 13. | Jan Stępień (ur. 1926, zm. 2009)                 | 1 lutego 1961                               | 14 lutego 1969      |
| 14. | Włodzimierz Tyras (ur. 1933, zm. 2003)           | 14 lutego 1969                              | 9 grudnia 1973      |

### Prezydenci (od 1973)
| Lp. | Prezydent                                | Objęcie urzędu       | Złożenie urzędu      |
| --- | ---------------------------------------- | -------------------- | -------------------- |
| 14. | Włodzimierz Tyras (ur. 1933, zm. 2003)   | 15 grudnia 1973      | 23 czerwca 1975      |
| 15. | Stanisław Laskus (ur. 1931, zm. 2023)    | 23 czerwca 1975      | 2 listopada 1979     |
| 16. | Edmund Retzlaff (ur. 1930)               | 2 listopada 1979     | styczeń 1982         |
| –   | Stanisław Szyszko (p.o.) (ur. 1936?)     | styczeń 1982         | marzec 1982          |
| 17. | Antoni Bernatowicz (ur. 1941)            | kwiecień 1982        | 2 października 1986  |
| 18. | Maciej Kobyliński (ur. 1944)             | 2 października 1986  | 31 października 1990 |
| 19. | Wiesław Kurtiak (ur. 1961)               | 31 października 1990 | wrzesień 1991        |
| 20. | Teresa Krasowska (ur. 1950)              | październik 1991     | lipiec 1994          |
| 21. | Jerzy Mazurek (ur. 1950)                 | lipiec 1994          | styczeń 2002         |
| 22. | Jerzy Wandzel (ur. 1941)                 | styczeń 2002         | 20 listopada 2002    |
| 23. | Maciej Kobyliński (ur. 1944)             | 20 listopada 2002    | 6 grudnia 2014       |
| 24. | Robert Biedroń (ur. 1976)                | 6 grudnia 2014       | 21 listopada 2018    |
| 25. | Krystyna Danilecka-Wojewódzka (ur. 1953) | 21 listopada 2018    | nadal                |

## Długość urzędowania zarządzających miastem Słupsk

### Obecny prezydent
- Krystyna Danilecka-Wojewódzka – 2420 dni

### Byli zarządzający miastem
| Burmistrzowie                           |
| Prezydenci (1946–1950)                  |
| Przewodniczący PMRN                     |
| Przewodniczący PMRN i prezydent po 1973 |
| Prezydenci                              |

|        | Imię i nazwisko              | dni           |
| ------ | ---------------------------- | ------------- |
| 1.     | Maciej Kobyliński            | 5732 dni      |
| 2.     | Jan Stępień                  | 2935 dni      |
| 3.     | Jerzy Mazurek                | 2741–2771 dni |
| 4.     | Włodzimierz Tyras            | 2314 dni      |
| 5/6?   | Antoni Bernatowicz           | 1645–1616 dni |
| 5/6?   | Bernard Butowski             | 1644–1674 dni |
| 7.     | Stanisław Laskus             | 1593 dni      |
| 8.     | Klemens Cieślak              | 1576 dni      |
| 9.     | Robert Biedroń               | 1446 dni      |
| 10.    | Teresa Krasowska             | 1004–1034 dni |
| 11.    | Edmund Retzlaff              | 791–821 dni   |
| 12.    | Bernard Butowski             | 661 dni       |
| 13.    | Franciszek Czupryniak        | 580 dni       |
| 14.    | Jerzy Kowalski               | 574 dni       |
| 15.    | Jerzy Poznakowski            | 478 dni       |
| 16.    | Julian Gryczuk               | 461 dni       |
| 17.    | Edmund Gryz                  | 362 dni       |
| 19/19? | Wiesław Kurtiak              | 305–334 dni   |
| 19/19? | Jerzy Wandzel                | 293–323 dni   |
| 20.    | Heliodor Szmyciński          | 248 dni       |
| 21.    | Mieczysław Jankowski (p.o.)  | 206 dni       |
| 22.    | Klemens Sykutera             | 446 dni       |
| 23.    | Jan Szurkiewicz              | 163 dni       |
| 24.    | Teofil Kuna                  | 125 dni       |
| 25.    | Władysław Fedorowicz         | 109 dni       |
| 26/27? | Leopold Przewoźniczek (p.o.) | 64 dni        |
| 26/27? | Stanisław Szyszko (p.o.)     | 59–89 dni     |
| 28.    | Klemens Czarnecki (p.o.)     | 21 dni        |

1. ↑  Maciej Kobyliński pełnił urząd prezydenta 1333 dni od 2 października 1986 do 27 maja 1990 i 4399 dni od 20 listopada 2002 do 6 grudnia 2014.
2. ↑  Włodzimierz Tyras pełnił urząd 1759 dni jako przewodniczący Prezydium Miejskiej Rady Narodowej i 555 dni jako prezydent.

## Żyjący byli zarządzający miastem Słupsk
| Imię i nazwisko    | Okres urzędowania | Data urodzenia   | Obecnie pełniona funkcja                                                                      |
| ------------------ | ----------------- | ---------------- | --------------------------------------------------------------------------------------------- |
| Edmund Retzlaff    | 1979–1982         | 1930             |                                                                                               |
| Antoni Bernatowicz | 1982–1986         | 1941             |                                                                                               |
| Wiesław Kurtiak    | 1990–1991         | 1961             |                                                                                               |
| Teresa Krasowska   | 1991–1994         | 1950             |                                                                                               |
| Jerzy Mazurek      | 1994–2002         | 1950             | Wicedyrektor ds. administracyjnych Polskiej Filharmonii Sinfonia Baltica im. Wojciecha Kilara |
| Jerzy Wandzel      | 2002              | 1941             |                                                                                               |
| Maciej Kobyliński  | 1986–1990         | 18 marca 1944    |                                                                                               |
| Maciej Kobyliński  | 2002–2014         | 18 marca 1944    |                                                                                               |
| Robert Biedroń     | 2014–2018         | 13 kwietnia 1976 | Europoseł z ramienia partii Wiosna                                                            |